# Коледж Христа (Кембридж)
Коледж Христа (англ. Christ's College) — один з 31-го коледжу Кембриджського університету. Станом на 2015 рік кошторис коледжу склав 157 млн. £, що робить його одним з найбагатших коледжів у Кембриджському університеті.

## Історія

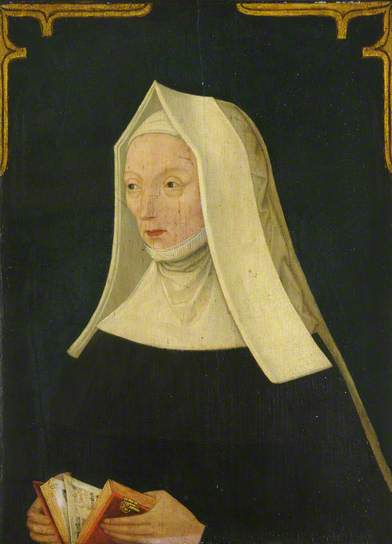
Маргарет Бофорт

Коледж створено з «Божого дому», заснованого Вільямом Бинґгемом у 1437 році на землі, що належала церкві Королівського коледжу. У 1446 році він отримав першу королівську ліцензію на навчання, а в 1448 році, перемістившись на нинішнє місце розташування. Був перейменований в коледж Христа і значно розширено зусиллями матері короля Генріха VII леді Маргарет Бофорт, яка також заснувала коледж Святого Іоанна.
Відомий своїми високими академічними стандартами, протягом 1980-2000 років регулярно посідав перше місце у рейтингу Томпкинса. У 2011 році займає 6 місце. 
У коледжі в різний час навчалися Чарльз Дарвін, Джон Мілтон, Луїс Маунтбеттен, Мартін Еванс, Роберт Оппенгеймер, Вільям Пейлі, Саша Барон Коен, Джон Клівленд, Колін Декстер, Ян Смутс, Роберт Бенкс Ліверпул Дженкінсон.

## Світлини

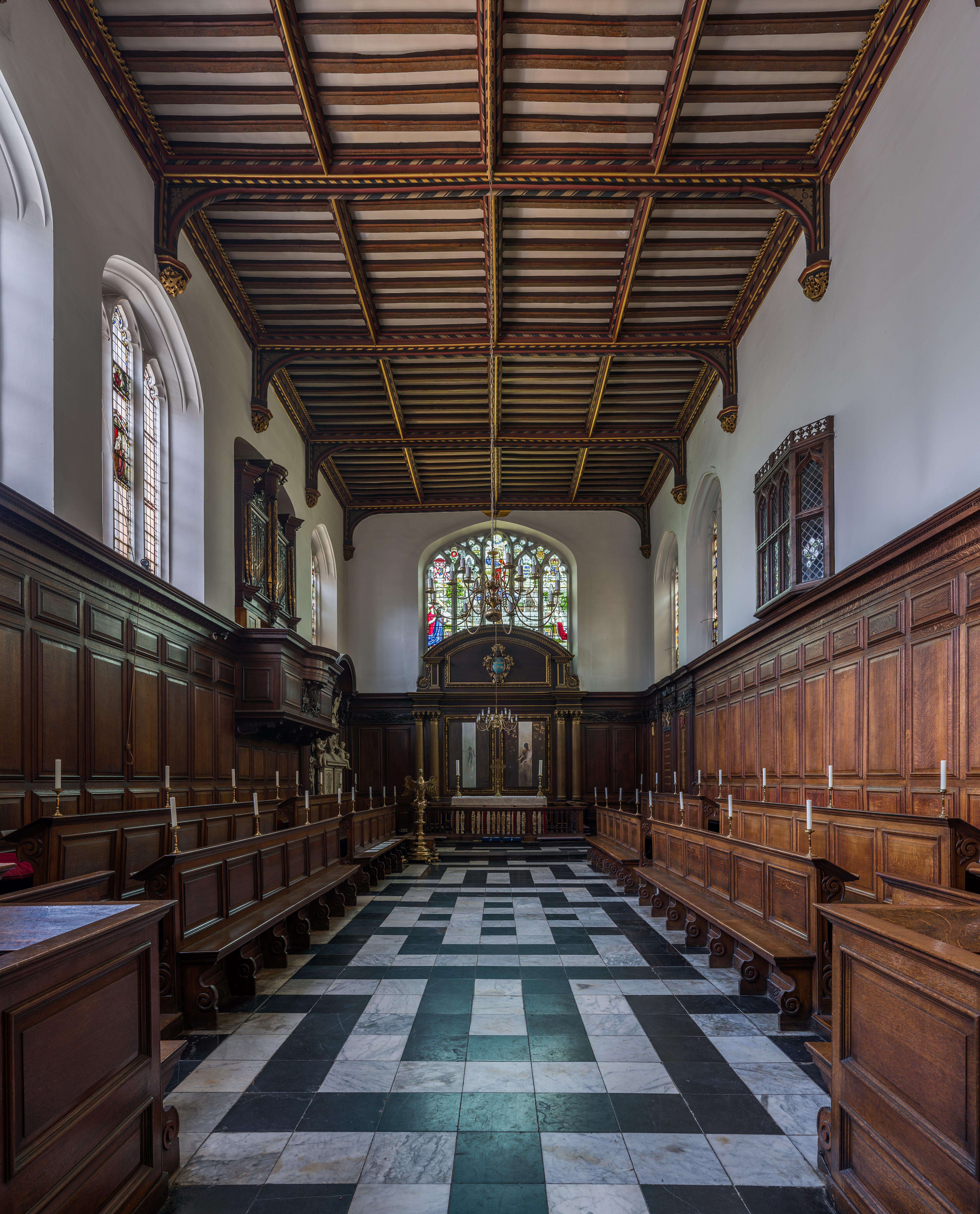
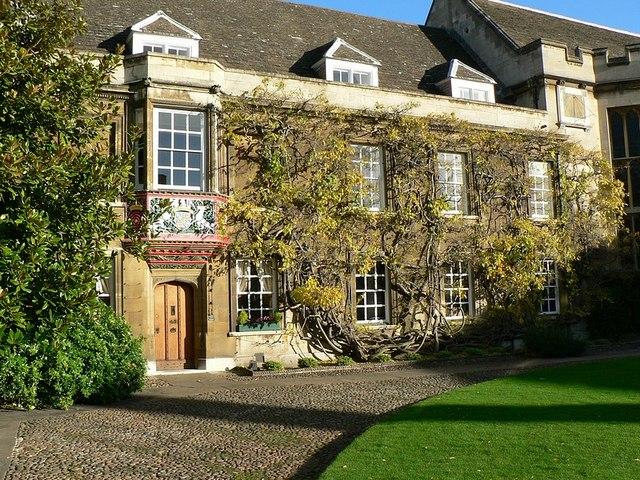
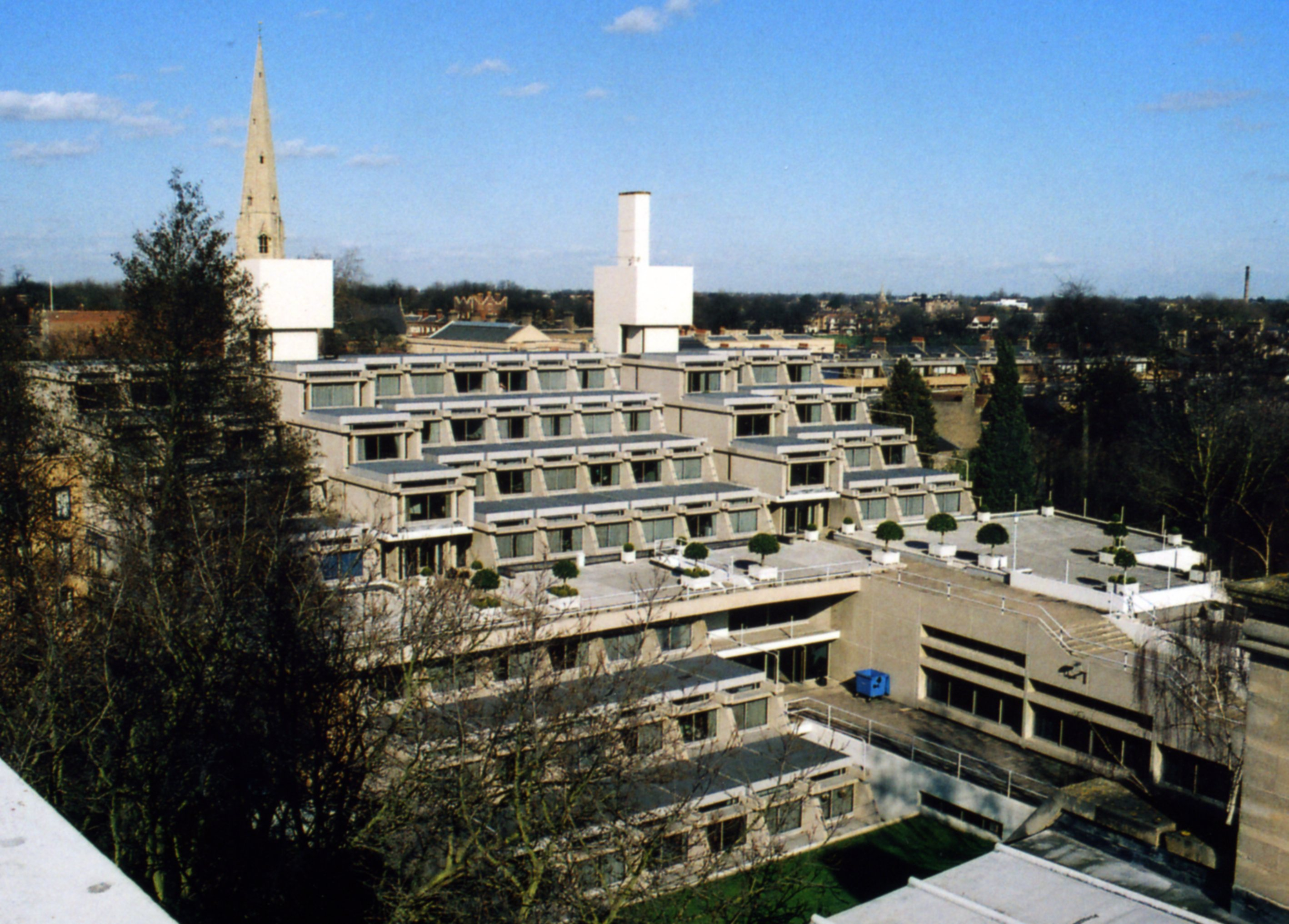
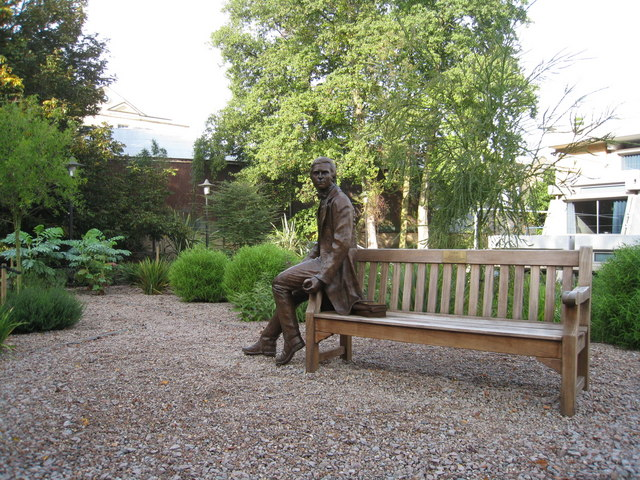
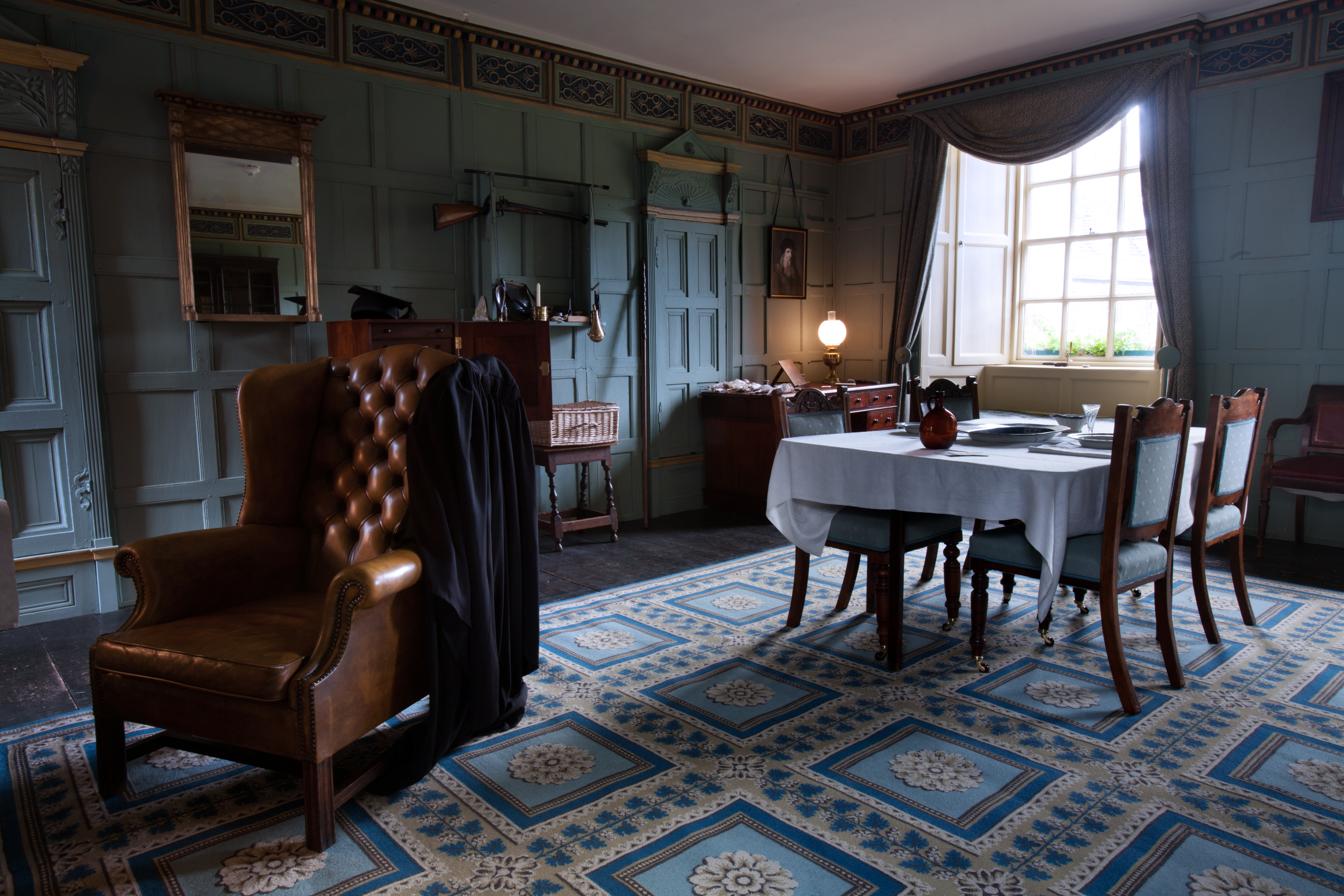
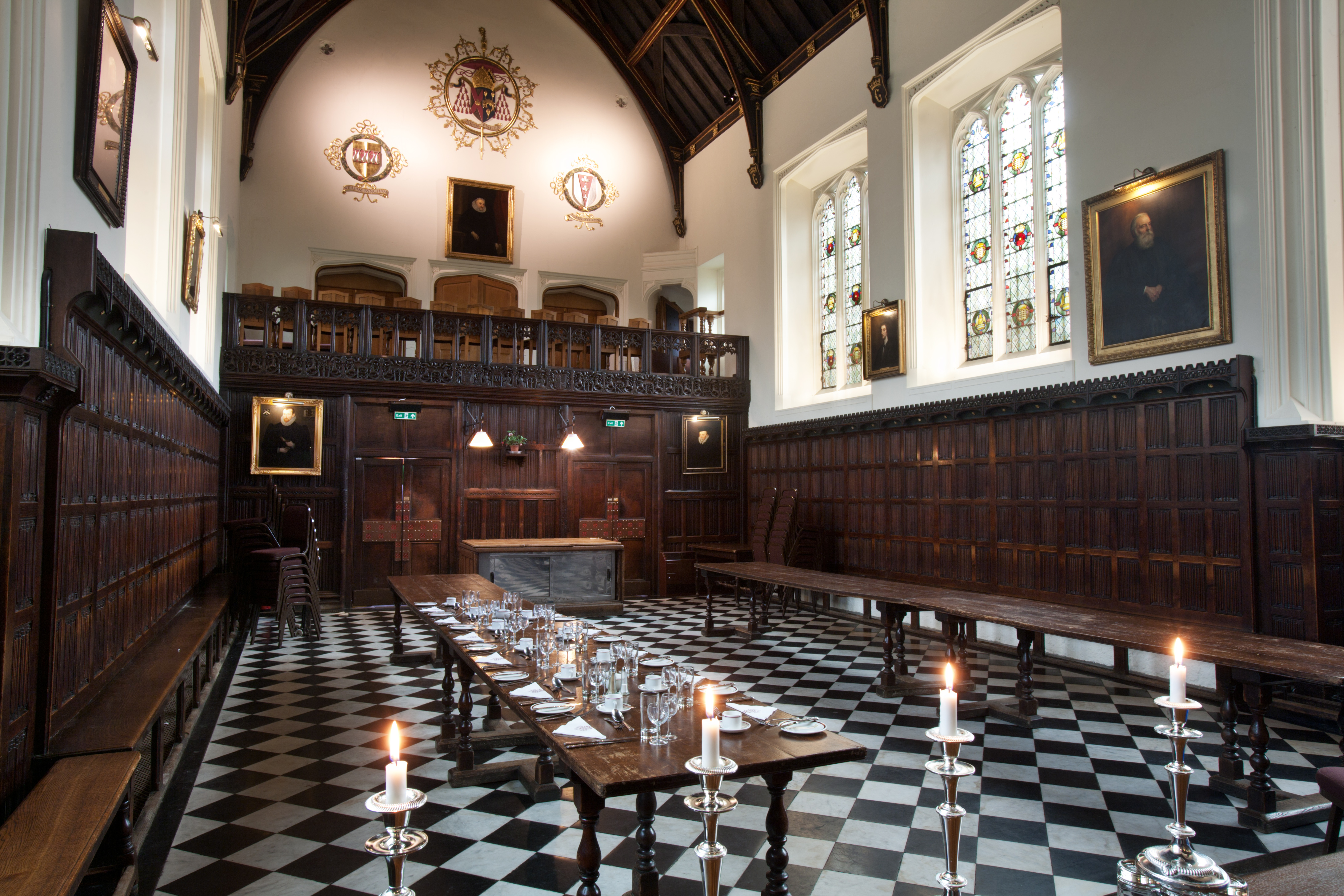
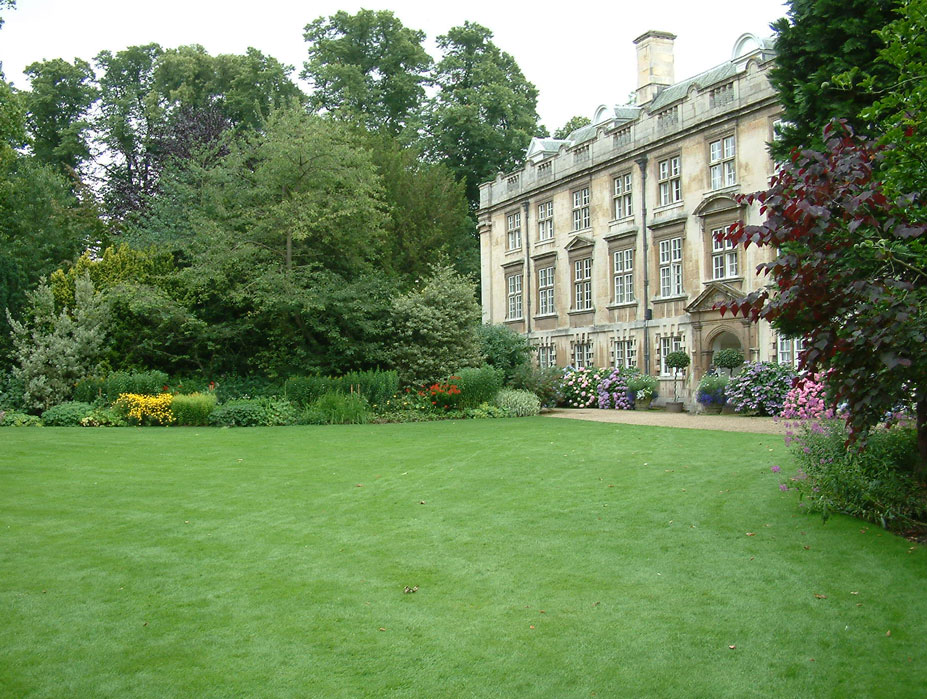
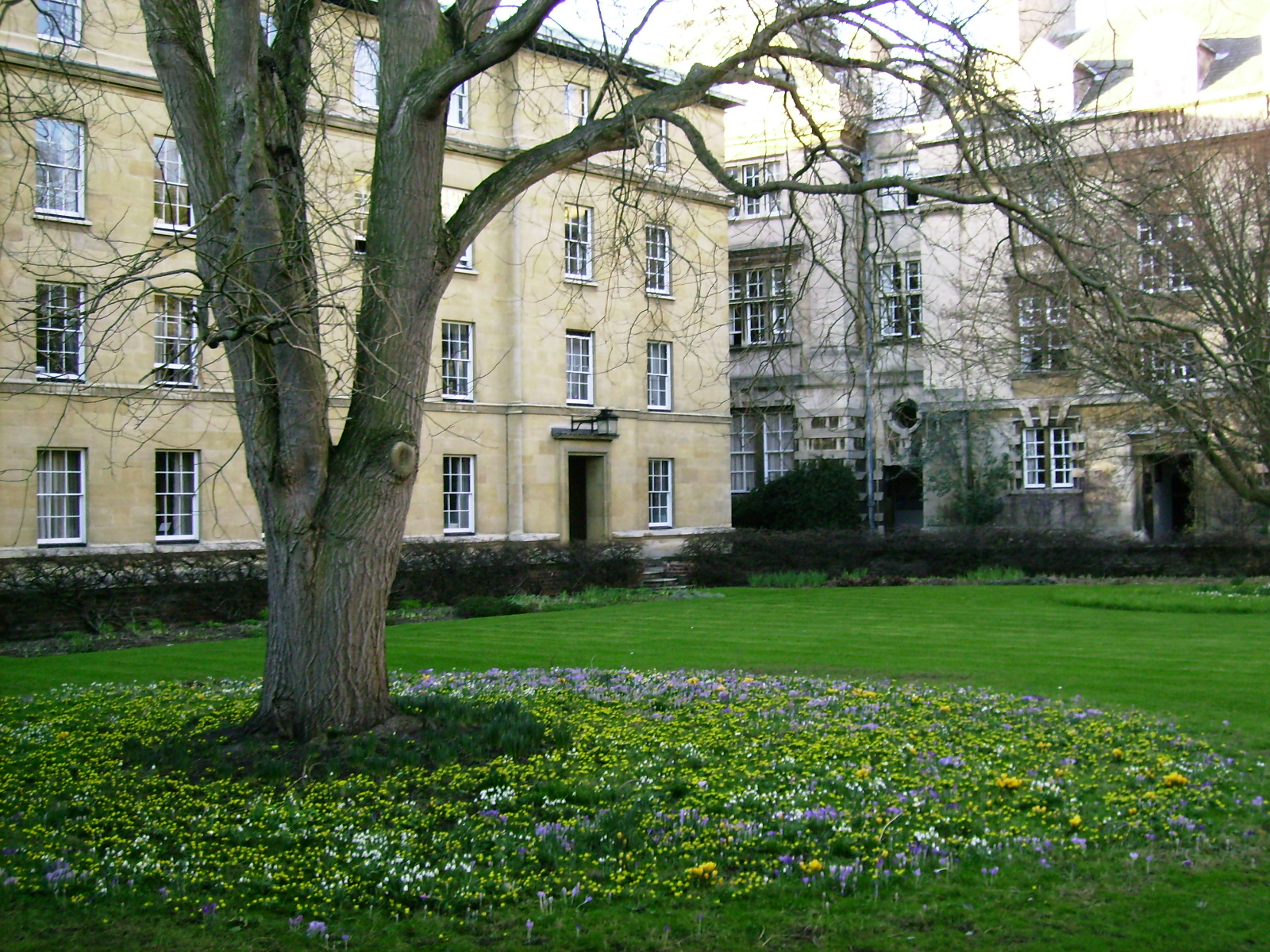
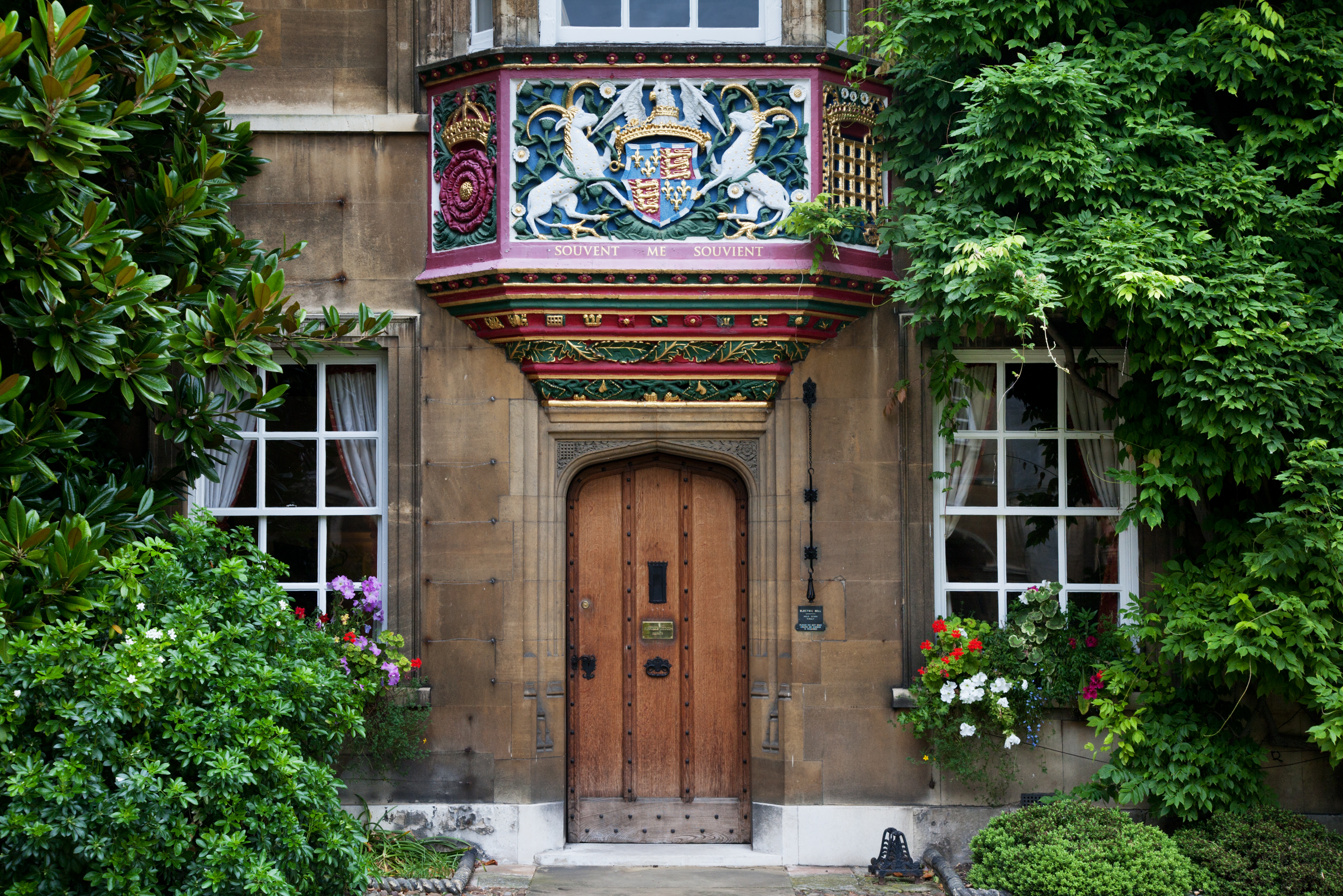